# 大豕草
大豕草，其名稱直譯自英語的，是伞形科独活属的一種一稔的多年生開花草本植物。
在紐西蘭，本物種常被錯誤認作欧防风或野大㦸。
原产于歐亞大陸高加索及中亚地区，在19世纪作为一园艺植物被引入英国，20世紀進入拉脫維亞及欧洲等地得以擴散，其後被引入到俄羅斯、澳洲、美国及加拿大地区。
大豕草分泌汁液有毒，人体若沾此汁液遇阳光后会起泡、严重会导致灼伤甚至失明。2015年7月，英国一名10岁的小女孩随父亲钓鱼，不慎沾上大豕草汁液，导致三级灼伤。在多個地區，本物種被認為是一種毒草。

## 生命週期
本物種是一種一稔多年生植物，也就是說：儘管開花前生長了多年，一但長出成熟的花朵而且開花結籽，整棵植物就會死亡。在緊貼的冬季，原來植物生長的地方就只餘下一條高高的枯莖。
種子為風媒，散落於植物短距離內，但也可能由水、動物或人類帶往較遠的距離。絕大多數（95%）的種子都落在母株數米範圍內約5 cm（2.0英寸）深的表土。這些種子在種子銀行內可生存多於5年。
儲在種子銀行的種子處於休眠狀態。但當到了秋、冬季，當氣溫轉冷、濕度變得適合生長，休眠了的種子會在下一個春季回暖時打破休眠，有九成的種子都可以成功發芽。其餘一成會在種子銀行繼續休眠。

## 外部連結
- 維基物種上的相關：大豕草
- Giant Hogweed (Heracleum mantegazzianum): A Federal Noxious Weed U.S. Department of Agriculture
- . the Ontario [Canada] Federation of Anglers & Hunters.   [2019-06-03]. （原始内容存档于2009-01-16）.
- Identifying invasive plants: Japanese knotweed, giant hogweed and other invasive plants on NetRegs.gov.uk
- Photo of blisters caused by the plant (Graphic) from the Finnish Environment Institute （文） (archived February 6, 2012)
- Surveys for natural enemies of giant hogweed (Heracleum mantegazzianum) in the Caucasus region and assessment for their classical biological control potential in Europe （页面存档备份，存于）
- "Beware Giant Hogweed!" （页面存档备份，存于） brochure from New York State Department of Environmental Conservation
- "Giant Hogweed in Germany" （页面存档备份，存于）
- . Alien Species photo bank. NOBANIS.   [September 20, 2018]. （原始内容存档于2017-07-11）.